# Liste der norwegischen Fußballmeister
Die Liste der norwegischen Fußballmeister führt die Liga-Meister der höchsten nationalen Spielklasse in Norwegen auf.
Während der Landespokal („norwegischer Meister“) bereits seit 1902 vergeben wird, wurde der Ligabetrieb erst 1937/38 aufgenommen. Krieg und deutsche Besatzung unterbrachen die Liga-Meisterschaften. 1961/62 dauerte die Saison 18 Monate („Marathonsaison“), um aus 16 Mannschaften die besten 10 für das neue Ligasystem ab 1963 zu ermitteln. Seit dieser Neuordnung finden alle Begegnungen innerhalb eines Kalenderjahres statt.
Rekordmeister ist Rosenborg Trondheim: Der Verein erreichte bislang 26 Mal Titel, davon zwischen 1992 und 2004 13 in Folge.

## Norges-serien
- 1937/38: Fredrikstad FK
- 1938/39: Fredrikstad FK
- 1940–1947: keine Meisterschaft
- 1947/48: Sportsklubben Freidig

## Hovedserien
- 1948/49: Fredrikstad FK
- 1949/50: IF Fram Larvik
- 1950/51: Fredrikstad FK
- 1951/52: Fredrikstad FK
- 1952/53: Larvik Turn og IF
- 1953/54: Fredrikstad FK
- 1954/55: Larvik Turn og IF
- 1955/56: Larvik Turn og IF
- 1956/57: Fredrikstad FK
- 1957/58: Viking Stavanger
- 1958/59: Lillestrøm SK
- 1959/60: Fredrikstad FK
- 1960/61: Fredrikstad FK

## Norges-serien
- 1961/62: Brann Bergen

## 1. Divisjon (10 Vereine)
- 1963: Brann Bergen
- 1964: SFK Lyn Oslo
- 1965: Vålerenga IF
- 1966: Skeid Fotball
- 1967: Rosenborg BK
- 1968: SFK Lyn Oslo
- 1969: Rosenborg BK
- 1970: Strømsgodset IF
- 1971: Rosenborg BK

## 1. Divisjon (12 Vereine)
- 1972: Viking Stavanger
- 1973: Viking Stavanger
- 1974: Viking Stavanger
- 1975: Viking Stavanger
- 1976: Lillestrøm SK
- 1977: Lillestrøm SK
- 1978: Start Kristiansand
- 1979: Viking Stavanger
- 1980: Start Kristiansand
- 1981: Vålerenga IF
- 1982: Viking Stavanger
- 1983: Vålerenga IF
- 1984: Vålerenga IF
- 1985: Rosenborg BK
- 1986: Lillestrøm SK
- 1987: Moss FK
- 1988: Rosenborg BK
- 1989: Lillestrøm SK

## Tippeligaen
- 1990: Rosenborg BK
- 1991: Viking Stavanger
- 1992: Rosenborg BK
- 1993: Rosenborg BK
- 1994: Rosenborg BK
- 1995: Rosenborg BK
- 1996: Rosenborg BK
- 1997: Rosenborg BK
- 1998: Rosenborg BK
- 1999: Rosenborg BK
- 2000: Rosenborg BK
- 2001: Rosenborg BK
- 2002: Rosenborg BK
- 2003: Rosenborg BK
- 2004: Rosenborg BK
- 2005: Vålerenga IF
- 2006: Rosenborg BK
- 2007: Brann Bergen
- 2008: Stabæk Fotball
- 2009: Rosenborg BK
- 2010: Rosenborg BK
- 2011: Molde FK
- 2012: Molde FK
- 2013: Strømsgodset IF
- 2014: Molde FK
- 2015: Rosenborg BK
- 2016: Rosenborg BK

## Eliteserien
- 2017: Rosenborg BK
- 2018: Rosenborg BK
- 2019: Molde FK
- 2020: FK Bodø/Glimt
- 2021: FK Bodø/Glimt
- 2022: Molde FK
- 2023: FK Bodø/Glimt
- 2024: FK Bodø/Glimt